# تاج‌الدین حسینی
سید تاج‌الدین بن علی حسینی عاملی از نویسندگان سدهٔ دهم و اوایل سدهٔ یازدهم هجری بود. وی مؤلف کتاب التتمه فی تواریخ الائمه است. اطلاعات زیادی از او موجود نیست. حر عاملی او را محدث، فقیه و زاهد نامیده است. به‌گفتهٔ عاملی تاریخ پایان کتاب التتمه سال ۱۰۱۸ هجری است.